# 西班牙丙組足球聯賽

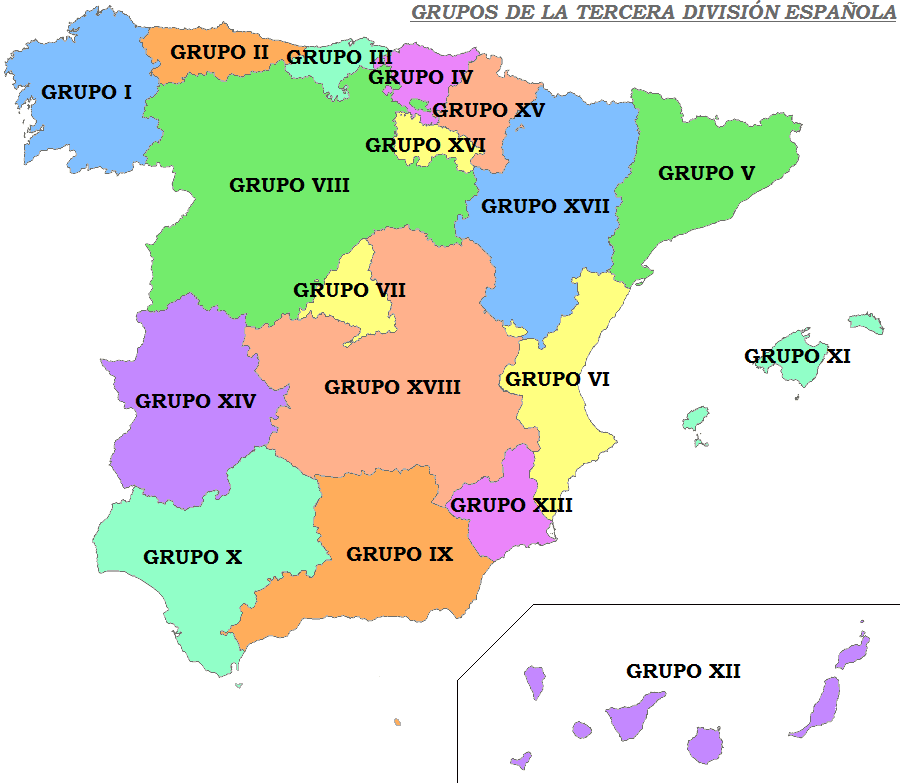
西丙联赛分区

西班牙足球丙级联赛（西班牙語：Tercera División），简称“西丙联赛”、“西丙”，曾是西班牙足球联赛系统的第4级别，由西班牙皇家足球协会在各自治区足协的配合下运营和管理。西丙联赛共18组，每组参赛球队基本维持在20队左右。於2021年的西班牙聯賽系統改制後被取代。

## 分区
丙级联赛分为18个区，按照西班牙行政区划自治区分设，其中安达卢西亚自治区分为2组，位于北非的自治市休达随西安达卢西亚组参赛，而梅利利亚则被分配到了东安达卢西亚组。其余16个自治区各一组。每个组的前四名参加升级附加赛。